# 巴勃罗·乌索斯
巴勃罗·乌索斯（西班牙語：Pablo Usoz，1968年12月31日—），西班牙男子曲棍球运动员。他曾代表西班牙参加1992年、1996年和2000年夏季奥林匹克运动会曲棍球比赛，其中1996年奥运会获得一枚银牌。